# Frans Van Leemputten

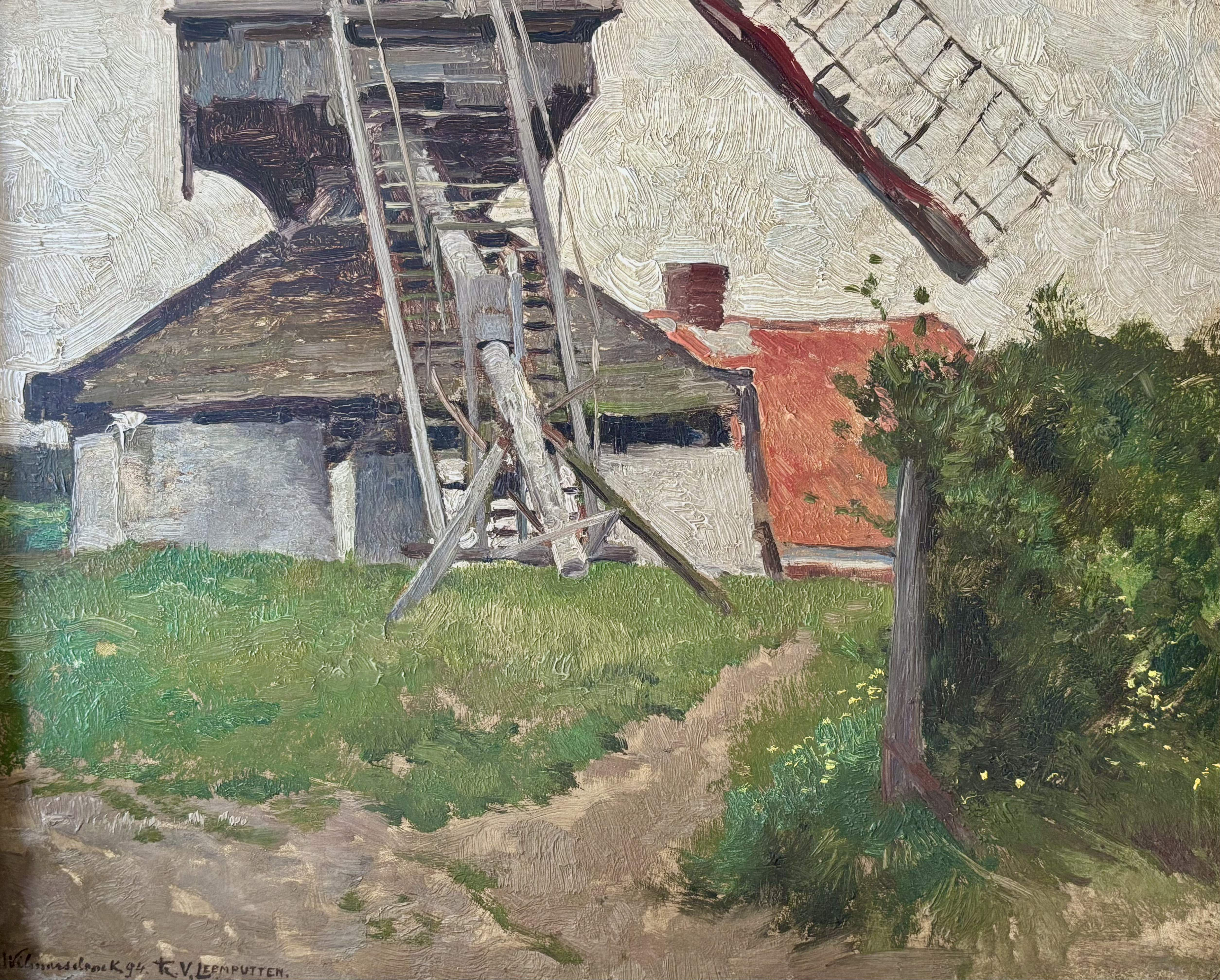
H. Hommaels hoeve (1894)

Franciscus (Frans) Van Leemputten (Werchter, 29 december 1850 - Antwerpen, 26 november 1914) was een Belgisch kunstschilder van het realisme. Hij schilderde landschappen uit Brabant of de Kempen en genreschilderijen met dorpelingen en dieren.

## Leven en werk

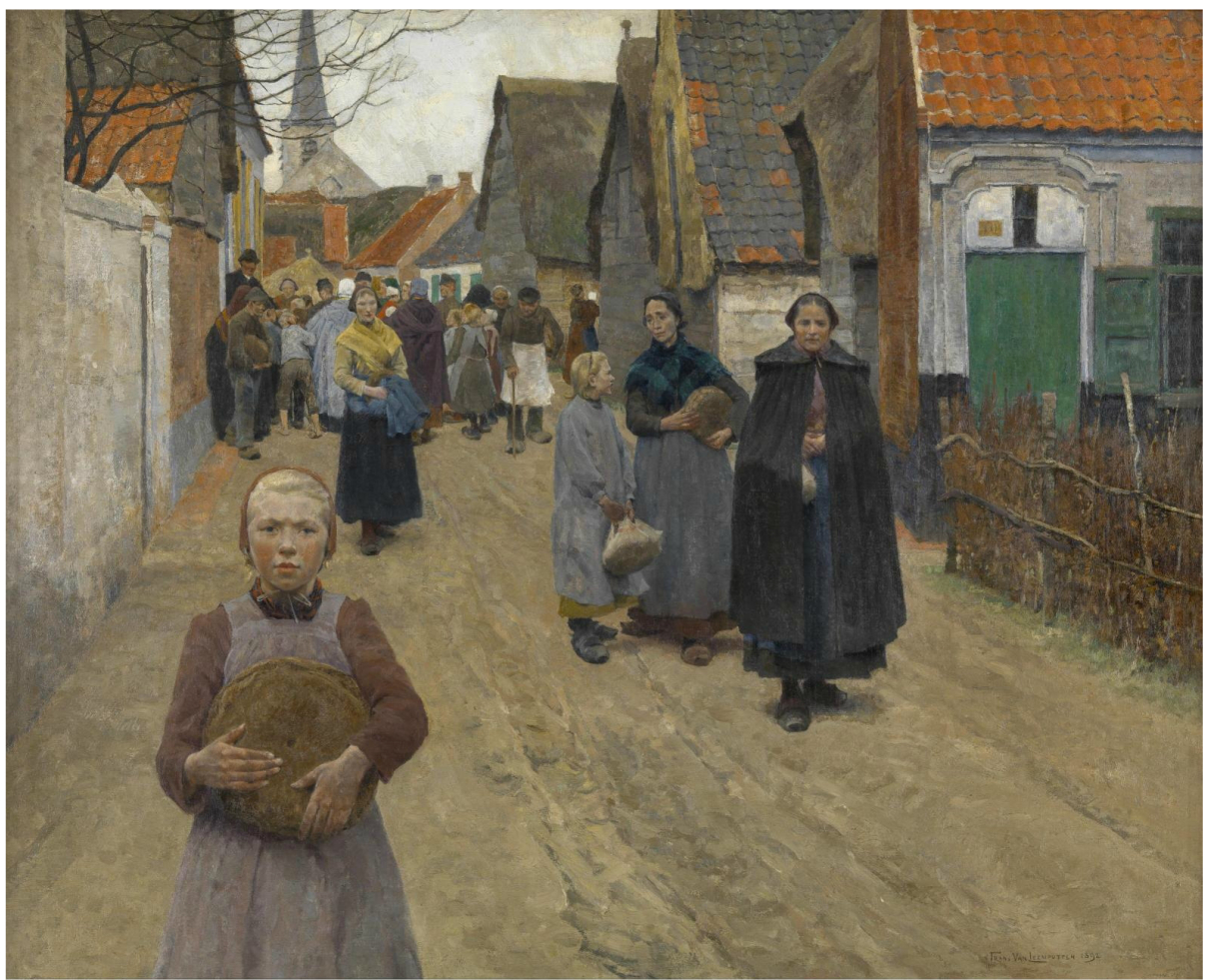
Brooduitdeling in het dorp (1892)

Van Leemputten was de zoon van Jan Frans Van Leemputten, een landbouwer die dierenschilder werd en die in 1858 naar Brussel getrokken was om er te gaan werken als restaurateur in de Koninklijke Musea voor Schone Kunsten van België te Brussel . Later had hij zijn eigen restauratie-atelier waar de jonge Frans hem soms hielp. Zijn oudere broer was de dierenschilder Cornelis Van Leemputten.
Hij volgde van 1865 tot 1873 avondles aan de Koninklijke Academie voor Schone Kunsten van Brussel bij onder meer Paul Lauters. Het was Lauters die hem motiveerde om te kiezen voor de landschapsschilderkunst. Van Leemputten werd beïnvloed door zijn goede vriend Constantin Meunier, door Louis Dubois en door de Nederlandse landschapsschilder Paul Gabriël. Samen met Meunier en Franz Courtens was  hij lid van de tekenclub La Patte de Dindon.

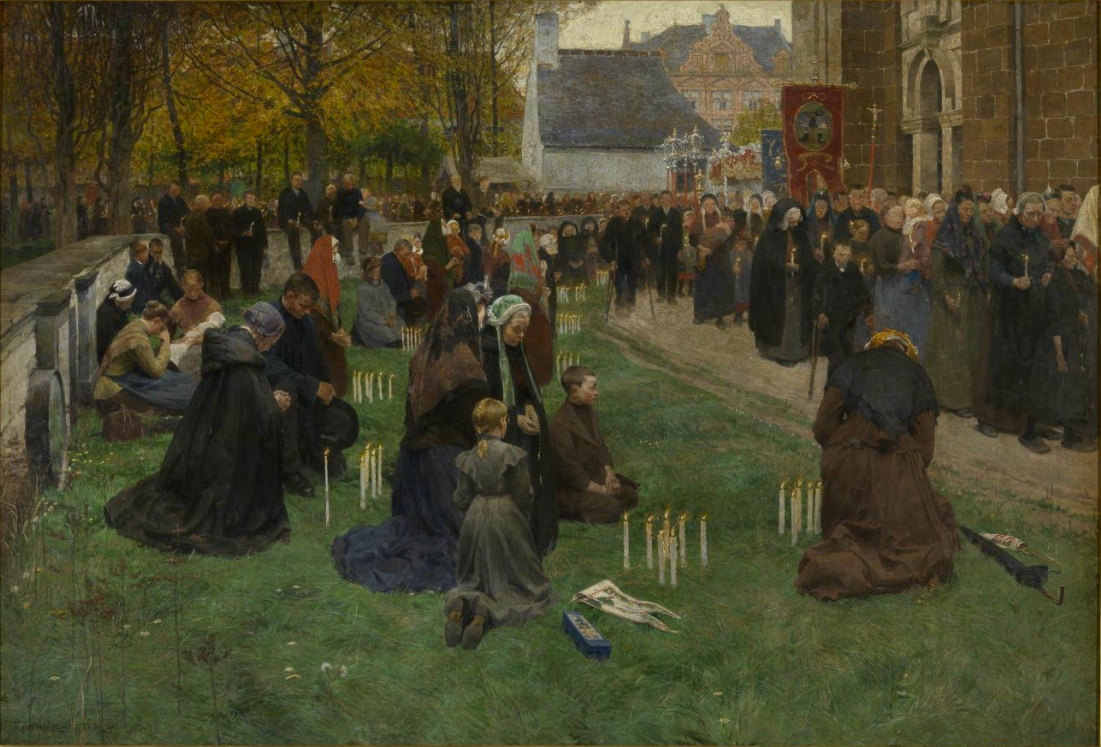
Centrale paneel van de tryptiek De kaarskensprocessie te Scherpenheuvel (1903-1905)

In 1872 maakte Van Leemputten zijn debuut op een Brussels salon en werd lid van de kunstenaarsverenigingen La Chrysalide en L'Essor, die het realisme propageerde. Hierdoor was hij goed bevriend met vele belangrijke kunstenaars uit die tijd. Hij stelde verder tentoon op salons in Antwerpen (1873), Gent (1886), Antwerpen (1888) en Gent (1889).
Van Leemputten werd in 1891 benoemd tot leraar dierenschilderkunst aan het Hoger Instituut voor Schone Kunsten te Antwerpen waar hij Karel Verlat opvolgde. Hij verhuisde van Brussel naar Antwerpen en door de verhalen van Hendrik Conscience  kreeg hij belangstelling voor het plattelandsleven in de toen nog achtergestelde streek van de Kempen. In een realistische stijl en als neutrale observator gaf hij de plaatselijke vroomheid, de klederdrachten en zeden en gewoonten weer. Waar hij eerst nog vooral een donker coloriet gebruikte, werden zijn schilderijen na de eeuwwisseling lichter van kleur.
Een karakteristiek werk en een van zijn belangrijkste werken is de triptiek De kaarskensprocessie te Scherpenheuvel, geschilderd in de periode 1903-1905 die te bezichtigen is in het Koninklijk Museum voor Schone Kunsten Antwerpen. In het buitenland stelde hij onder meer tentoon in Amsterdam (1883), München (1888), Berlijn (1891 en 1908) en Wenen (1894).
De belangrijkste leerlingen van Van Leemputten waren Frans Mortelmans, Frans Slager, Jan Van Puyenbroeck, Achiel Van Sassenbrouck, Marten Van der Loo, Modest Huys, Edgard Wiethase en Hendrik Jan Wolter.
De kunstschilder Emiel Jacques (1874-1937), die in 1924 naar de Verenigde Staten vertrok en er stierf, was zijn schoonzoon.
Een portret van Van Leemputten, in 1913 door Charles Mertens vervaardigd, is in het bezit van het Koninklijk Museum voor Schone Kunsten van Antwerpen.

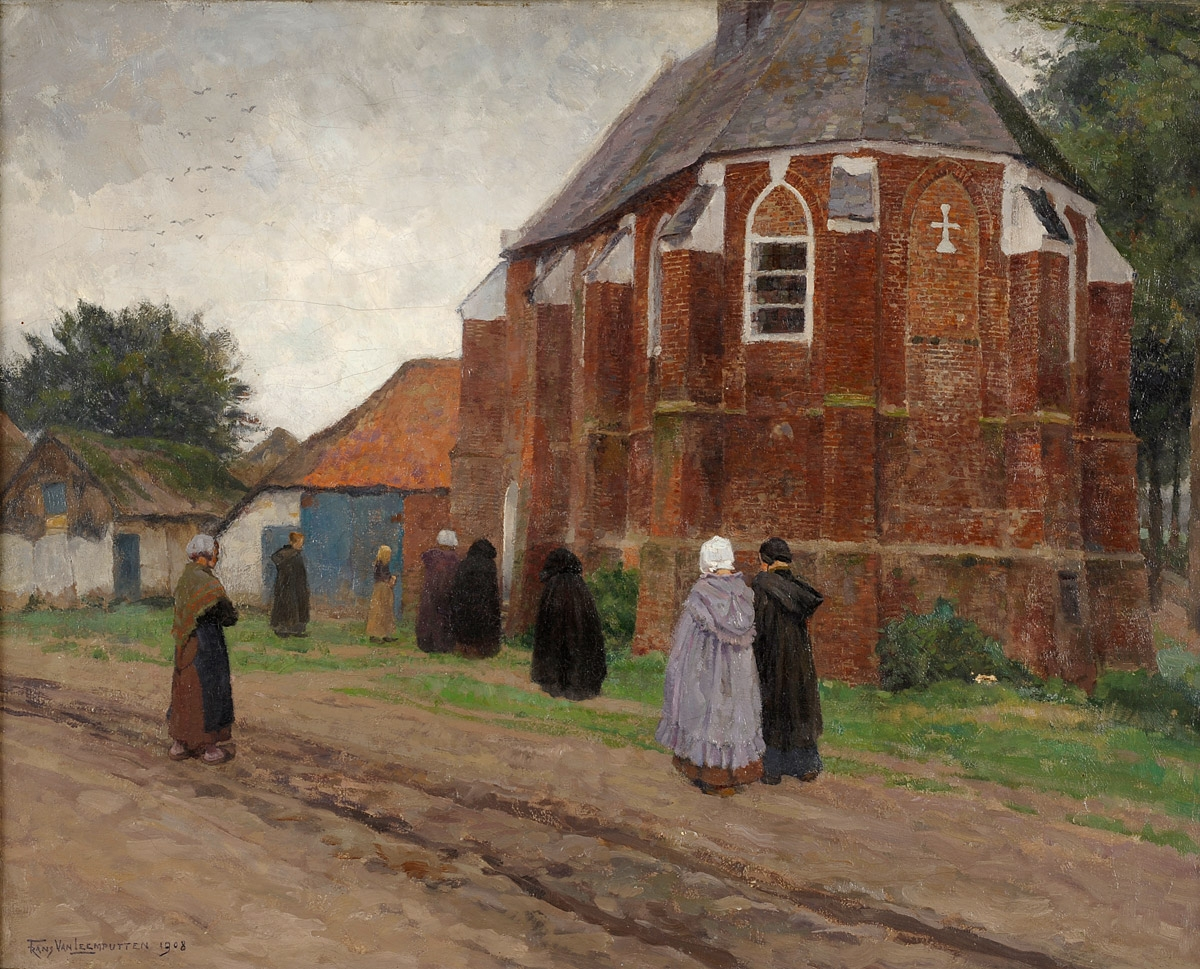
De kerkgang (1908)

## Musea
- Koninklijke Musea voor Schone Kunsten van België te Brussel, Palmzondag in de Kempen (1889) en Veenland van Postel, boer op weg naar het werk (1887)
- Koninklijk Museum voor Schone Kunsten Antwerpen te Antwerpen, De kaarskensprocessie te Scherpenheuvel (1903-1905) en Brooduitdeling in het dorp (1892) (uitgeleend aan M - Museum Leuven)
- Galerie Neue Meister te Dresden (Duitsland), Marktdag in april
- Galerie Rudolfinum te Praag (Tsjechië), Ontmoeting op de heide
- Museum voor Schone Kunsten te Gent, Turfsteker op weg naar de arbeid
- Broelmuseum te Kortrijk, Marktdag in de Kempen